# Kanton Saint-Étienne-de-Lugdarès
Der Kanton Saint-Étienne-de-Lugdarès war bis 2015 ein französischer Wahlkreis im Arrondissement Largentière, im Département Ardèche und in der Region Rhône-Alpes; sein Hauptort (frz.: chef-lieu) war Saint-Étienne-de-Lugdarès. Die landesweiten Änderungen in der Zusammensetzung der Kantone brachten im März 2015 seine Auflösung.
Der Kanton Saint-Étienne-de-Lugdarès war 176,01 km² groß und hatte 974 Einwohner (Stand 2012).

## Gemeinden
| Gemeinde                  | Einwohner (Stand: 2013) | Code postal | Code Insee |
| ------------------------- | ----------------------- | ----------- | ---------- |
| Borne                     | 43                      | 07590       | 07038      |
| Cellier-du-Luc            | 88                      | 07590       | 07047      |
| Laval-d’Aurelle           | 54                      | 07590       | 07135      |
| Laveyrune                 | 121                     | 48250       | 07136      |
| Le Plagnal                | 52                      | 07590       | 07175      |
| Saint-Alban-en-Montagne   | 79                      | 07590       | 07206      |
| Saint-Étienne-de-Lugdarès | 401                     | 07590       | 07232      |
| Saint-Laurent-les-Bains   | 133                     | 07590       | 07262      |